# Pilar Parcerisas i Colomer
Pilar Parcerisas i Colomer (Manresa, 1957) és crítica d'art, historiadora de l'art, assagista i curadora d'exposicions independent i guionista catalana.

## Trajectòria
Es va llicenciar en Ciències de la Informació per la UAB i posteriorment es va doctorar en Història de l'Art contemporani. Més endavant completaria els seus estudis amb un màster en guions per a cinema i televisió per la UAB. És un dels membres fundadors del diari Regió 7. Es va formar com a comissària amb Harald Szeemann.
El 1976 s’inicia en la critica d’art al Periódico Manresa/Gazeta de Manresa, segueix al Regió 7 i a la revista Batik. El 1982 és crítica d’art titular del diari AVUI, i segueix a Elpuntavui, La República (2018) i a el Temps de les Arts (2019-2022). Ha reivindicat la vinculació dels artistes catalans amb l’avantguarda internacional i el lligam estètic d’artistes internacionals amb Catalunya.
El 1984 fou fundadora del Centre de Documentació d’Art Contemporani Alexandre Cirici, càrrec que mantindria fins al 2005. El centre fou integrat posteriorment al Centre de Documentació del MACBA.
Al llarg de la seva trajectòria ha comissariat nombroses exposicions d'art entre les quals destaquen exposicions sobre Joan Brossa, Francesc Torres, Joan Miró, Joseph Beuys, Pere Català i Pic, Pere Noguera, Salvador Dalí o Man Ray, entre moltes d'altres.
Com a autora, més enllà de les monografies de les exposicions comissariades, el 1997 va publicar Equipatge de mà, on parla dels records de la seva ciutat natal, Manresa. El 1999 va recollir els escrits del Grup de Treball, publicats pel MACBA. Ha publicat diversos reculls d'articles propis, com Art & Co. La màquina de l’art (2003) i Barcelona Art-Zona (2007). També s'ha publicat la seva tesi, Conceptualismo(s). Poéticos, políticos y periféricos. En torno al arte conceptual en España, 1964-1980 (2007), i altres recerques, com Duchamp en España (2009), Ponç abans de Ponç (2014), Correspondències de Joan Ponç (2017) i Tàpies y la ceguera (2024). Ha sigut directora artística de la Fundació Vallpalou de Lleida entre 2019 i 2021.
En el camp de l'audiovisual, va cofundar l'empresa Kronos Plays & Films S.A. des d'on va participar com a guionista en els guions dels llargmetratges Entreacte (1988), L'última frontera (1992) i Babaouo (1997).
És membre de l'Associació Internacional de Crítics d'Art (AICA). Ha estat membre del Consorci del Macba, del Patronat de la Fundació Joan Miró i de la Fundació Tàpies. com a representant de la Conselleria de Cultura de la Generalitat de Catalunya. Va ser des del 21 de gener de 2009 vicepresidenta del Consell Nacional de la Cultura i de les Arts i membre del Plenari fins al 2019, des d'on dugué a terme el projecte i concurs de direcció del Canòdrom de la Meridiana centre d'Art, finalment frustrat. Entre 2007 i 2010 fou presidenta de l'Associació Catalana de Crítics d'Art (ACCA).
Des del 2016 organitza anualment l’Escola d’Estiu Walter Benjamin i ha comissariat el projecte “Una Casa per a Walter Benjamin”, on ha creat l’Associació Passatges de CulturaContemporània (2014) i la Fundació Angelus Novus (2017).
El 2025 és nomenada per l’Ajuntament de Manresa membre del Consell d’Administració de MATMUSA (Manresana d’Actius Turístics, Museus i Fires S.A.)

## Exposicions comissariades
Aquestes són algunes de les exposicions més rellevants que ha comissariat.
- Juntament amb Maria Josep Balsach i Carles Hac Mor va comissariar el cicle d'exposicions de l'Espai 10 de la Fundació Miró del curs 1983-1984
- Espace/Creation Textile. Tapisserie en Espagne aujourd’hui. Europalia, Bèlgica (1985).
- Idees i Actituds. Entorn de l'art conceptual a Catalunya, 1964-1980... (1992)
- Laura Albéniz (1993)
- Miró-Dalmau-Gasch, 1918-1937. L’aventura per l‘art modern. Centenari Joan Miró (1993)
- Joseph Beuys. Manresa Hbf (1994)
- Agnus Dei. L'art romànic i els artistes del segle XX (1996)
- Evgen Bavcar, el fotògraf cec. La memòria de la llum. (1997)
- Josep Mestres Cabanes (1998)

- Pere Noguera. Terres crues, teres cuites. Del paisatge a l’hàbitat (2003)
- Dalí. Afinitats Electives (2004)
- Man Ray, llums i somnis (2006)
- Rafael Sala, 1891-2007. L’aventura per l’art modern (2007)
- Accionisme vienès (2008)
- Il·luminacions. Catalunya visionària (2009)
- Construccions Líriques. Man Ray, Leandre Cristòfol. L'objecte i l'esperit Dadà (2009)[17]
- Joseph Beuys. Diary of Seychelles. Fundació Caixa Girona (2009)
- Meridià Granollers, anys 70. Art de concepte i acció (2010)
- Pere Noguera. Històries d’arxiu, Fundació Tàpies (2011)
- Xavier Oriach. Cartografia pictòrica, 1941-2013 (2013)
- Marcel Duchamp. Don’t forget (Múrcia, 2013)
- Joan Ponç. Diàbolo (La Pedrera i Musée de Céret, 2017-18)
- Adolf Loos. Espais privats. Museu del Disseny, BCN i Caixaforum, Madrid, 2018),
- Jaume Xifra. Home, natura-realitat, 1934-2014, (2018-2019)
- Leopold Samsó. Tan lluny, tan a prop (Fundació Vila Casas 2024)[18]
- Surrealismos. La era de la màquina. Duchamp, Man Ray, Picabia, Stieglitz (Fundación Canal, 2024)
- Poètiques ancestrals. Dolors Oromí, Madola (2025).[19]

## Publicacions destacades
- Josep Grau-Garriga (Polígrafa, 1987)
- Aurèlia Muñoz (Àmbit Serveis Editorials, 1990)
- Equipatge de mà (Afers, 1997)- Selecció dels seus articles a Art & Co.
- Josep Bartolí. Un creador a l'exili (Diputació de Barcelona, 2002)
- Art & co. La màquina de l’art (Editorial Afers, 2003)
- Dalí. Afinitats electives (Generalitat de Catalunya, 2004)
- Els cartells de Tàpies i l'esfera pública (Fundació Antoni Tàpies, 2006)
- Conceptualismo(s). Poético, políticos y periféricos. En torno al arte conceptual en España, 1964-1980 (Akal, 2007).
- Barcelona Artz-Zona (Editorial Afers, 2008)
- Accionismo vienés (Actar, 2008)
- Duchamp en España (Siruela, 2009)[20]
- Il·luminacions. Catalunya visionària (Centre de Cultura contemporània de Barcelona, 2009)
- Construccions líriques: l'objecte i l'esperit dadà (Departament de Cultura de la Generalitat de Catalunya, 2009)
- Cartes a Kurt Schwitters (Institut de Cultura de la ciutat d'Olot, 2011)
- Ponç abans de Ponç. Lectures crítiques de l'obra de Joan Ponç (Barcino, 2014)
- Dalí, Duchamp, Man Ray. Una partida d’escacs (MAC Xile, 2014 i Museu de Cadaqués, 2016)
- Adolf Loos (Caixaforum i Museu del Disseny, 2018)[21]
- Jaume Xifra: home, natura, realitat (Ajuntament de Salt, Fundació Vila Casas, 2019)
- Falç i estrelles (Reremús, 2020)[22]
- Joseph Beuys. Manresa, Una geografia espiritual (Tenov, 2021)
- Manresa Hbf, Tenov, 2022
- Metafísiques de la fragilitat, Fundació Vallpalou (2021)

## Audiovisuals
Ha dut a terme el guió de 9 vídeos documentals i la producció executiva, recerca de finançament, producció,  gestió i recursos humans dels següents films:

### Curtmetratges 35 mm.
- 1983: Màgia a Catalunya, en col·laboració amb Joan Brossa. Producció: Institut de Cinema Català, Barcelona Guió.
- 1984: Museu d’ombres, inspirat en l’obra de Joan Perucho. Premi de Guions de la Generalitat de Catalunya. Producció: Institut de Cinema Català, Barcelona  Guió
- 1994: Gaudí, la remor d’una línia, amb la col·laboració d’Evgen Bavcar. Producció: Kronos, Plays & Films, S.A., Barcelona. Guió i producció.
- 1995: Joseph Beuys. Manresa Hbf, amb motiu de l’exposició del mateix títol. Producció:  Kronos, Plays & Films S.A., Barcelona. Guió i producció.

### Llargmetratges 35 mm
- 1989: Entreacte, basat en la poesia escènica de Joan Brossa, Producció: Kronos, Plays & Films, S.A., Barcelona. Guió i producció.
- 1992: L’última frontera, basat en la figura de Walter Benjamin. Film seleccionat al Fòrum del Festival de Berlín 1992, Producció: Kronos, Plays & Films, S.A., Barcelona. Guió i producció.
- 1997: Adaptació cinematogràfica del guió Babaouo, de Salvador Dalí (1932). Producció: Kronos, Plays & Films, S.A., Barcelona. Guió i producció.

### Àudiovisuals i multivisió
- 1989: L’avantguarda de l’escultura catalana, Centre d’Art Santa Mònica, Barcelona
- 1991: Barcelona/Creació, Yokohama, Japó. Ajuntament de Barcelona
- 1998: Galeria G, Espai Annex, Centre d’Art Santa Mònica, Barcelona

## Premis i reconeixements
- Premi Espais a la Crítica d’art, Fundació Espais, 1993
- Premi Bages de Cultura, Òmnium Cultural, 2000
- Premi ACCA a la millor exposició del 2006, per l’exposició Man Ray. Llums i somnis, Col·lecció Goldberg/D’Afflitto, New York, Fundació Caixa Girona, 2007
- Ambaixadora de Manresa (2022)[23]
- Premi D, de Dona, per trajectòria professional del diari Regió 7 (2025)[24]
- Premi GAC a la Crítica d'Art, 2025, Premi de les Galeries d'Art de Catalunya.[25]